# SN 2007sq
SN 2007sq – supernowa typu II-P odkryta 8 grudnia 2007 roku w galaktyce M-03-23-05. W momencie odkrycia miała maksymalną jasność 17,90m.